# Euchrysops australis
Euchrysops australis är en fjärilsart som beskrevs av Gustaaf Hulstaert 1924. Euchrysops australis ingår i släktet Euchrysops och familjen juvelvingar. Inga underarter finns listade i Catalogue of Life.